# نيشان الاستحقاق المالطي
نيشان الاستحقاق المالطي هو وسام الاستحقاق من منظمة فرسان مالطة العسكرية المستقلة، التي تأسست عام 1920. تُمنح للمتلقين الذين جلبوا الشرف إلى منظمة فرسان مالطا العسكرية المستقلة، وروجوا للقيم المسيحية وللأعمال الخيرية على النحو المحدد من قبل الكنيسة الرومانية الكاثوليكية. على عكس فرسان أو سيدات فرسان مالطا (وهو أمر عسكري من الفروسية)، لا يتم استثمار أولئك الذين تم تزينهم بأمر نيشان الاستحقاق المالطي في احتفال ديني، ولا يقسمون أي قسم أو يقدمون أي التزام ديني. لذلك قد يُمنح لغير الكاثوليك. ومن بين المشاركين في المؤتمر رجال دولة بارزون، مثل الرئيس رونالد ريغان، الذي تسلمه وهو لا يزال في منصبه، وجورج إتش دبليو بوش.
يتألف الترتيب من ثلاث رتب، بما في ذلك القائد، الذي أصبح نادرًا الآن في فرسان مالطا، وليس له درجات نبيلة، وبالتالي يمكن مقارنته بالعديد من أوامر الاستحقاق في جميع أنحاء العالم، بما في ذلك الأوامر البابوية، وسام جوقة الشرف الفرنسي، ووسام بريطانيا البريطاني. إمبراطورية.

## نيشان الاستحقاق المالطي

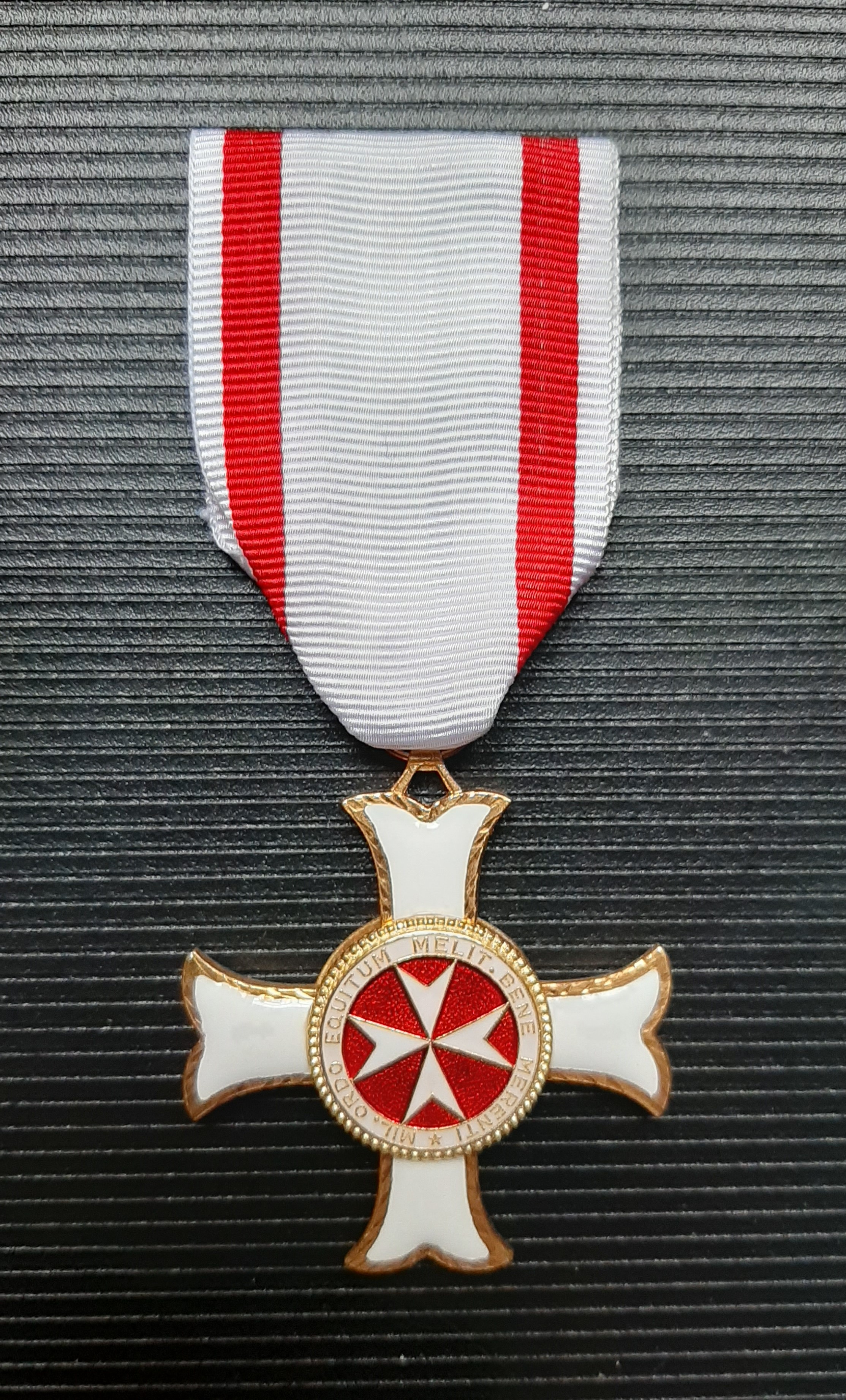
كروس برو ميريتو ميليتينسي
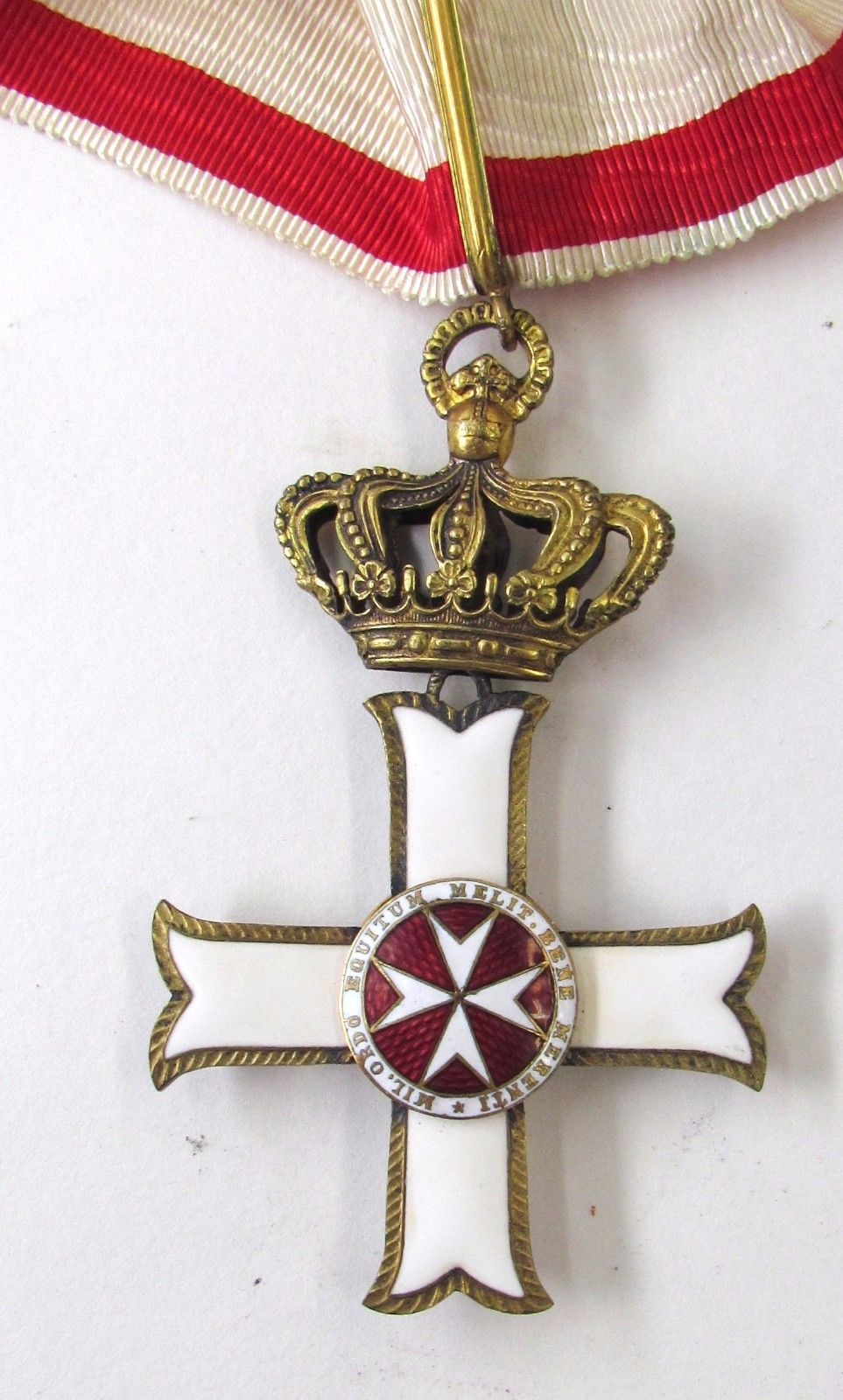
زخرفة الرقبة قائد المالطية
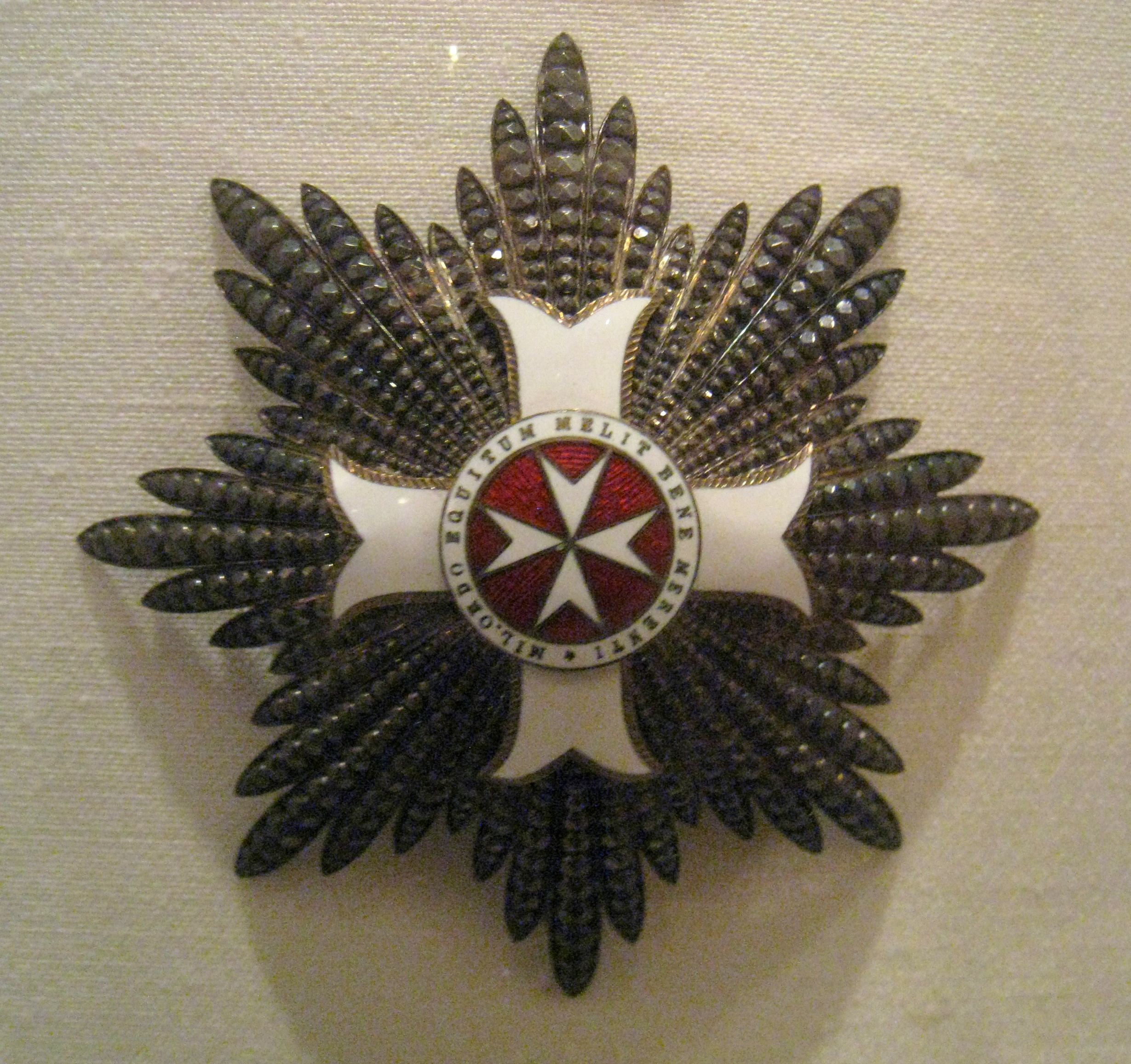
نجمة صدر الصليب المالطي الكبير

### طوق من أجل نيشان الاستحقاق المالطي
طوق Pro نيشان الاستحقاق المالطي - فئة عسكرية
طوق Pro نيشان الاستحقاق المالطي - فئة مدنية
درجة واحدة، وعادة ما تُمنح لرؤساء الدول فقط.

### صليب من أجل نيشان الاستحقاق المالطي

#### الفئة عسكرية
جراند كروس مع سيوف برو ميريتو ميليتينسي - فئة خاصة
صليب كبير مع السيوف برو نيشان الاستحقاق المالطي
 الضابط الكبير كروس مع السيوف برو نيشان الاستحقاق المالطي
 كوماندر كروس مع سيوف برو ميريتو ميليتينسي
 ضابط كروس مع السيوف برو نيشان الاستحقاق المالطي
 عبور مع السيوف برو نيشان الاستحقاق المالطي

#### الطبقة المدنية
جراند كروس برو نيشان الاستحقاق المالطي - فئة خاصة
جراند كروس برو ميريتو ميليتينسي
 الضابط الكبير كروس برو ميريتو ميليتينسي
 كوماندر كروس برو ميريتو ميليتينسي
 ضابط كروس برو ميريتو ميليتينسي
 كروس برو ميريتو ميليتينسي

#### الفئة الكهنة
جراند كروس برو مزايا التقوى من المالطية
الصليب من أجل المزايا الورعة للمالطيين

### نيشان الاستحقاق المالطي

#### الطراز القديم (1920 – 1960)
الميدالية الذهبية للمحترفين نيشان الاستحقاق المالطي
الميدالية الفضية للمحترفين نيشان الاستحقاق المالطي
 الميدالية البرونزية للمحترفين نيشان الاستحقاق المالطي

#### الفئة عسكرية
ميدالية ذهبية مع السيوف برو نيشان الاستحقاق المالطي
ميدالية فضية مع السيوف برو نيشان الاستحقاق المالطي
 ميدالية برونزية مع السيوف برو نيشان الاستحقاق المالطي

#### الطبقة المدنية
الميدالية الذهبية للمحترفين نيشان الاستحقاق المالطي
الميدالية الفضية للمحترفين نيشان الاستحقاق المالطي
 الميدالية البرونزية للمحترفين نيشان الاستحقاق المالطي

## نيشان الاستحقاق المالطي

### فئات من أجل نيشان الاستحقاق المالطي
يتكون نيشان الاستحقاق المالطي من الفئات التالية:
- طوق
- تعبر
- ميدالية

### ذوي الياقات البيضاء نيشان الاستحقاق المالطي
لدى ذوي الياقات البيضاء درجة واحدة فقط، ولكن بدلاً من ذلك يتكون من قسمين، وهما «الياقة المؤيدة لمريتو ميليتينسي» للمدنيين و «الياقة ذات السيوف الموالية لمريتو ميليتينسي» للجيش. تُمنح الياقة فقط لرؤساء الدول.

### ذا كروس برو ميريتو ميليتينسي
يُمنح الصليب لكل من المدنيين والعسكريين، ويتكون من عدة درجات:
- نايت أو السيدة جراند كروس برو ميريتو ميليتينسي - فئة خاصة
- نايت أو السيدة جراند كروس برو ميريتو ميليتينسي
- نايت أو سيدة الضابط الكبير برو ميريتو ميليتينسي (مع شارة للنساء)
- نايت (أو السيدة) كوماندر برو ميريتو ميليتينسي (مع تاج للنساء)
- نايت أو سيدة ضابط الموالية ميريتو ميليتينسي (مع شعار النبالة للنساء)
- عبور (فارس أو سيدة) للمحترفين نيشان الاستحقاق المالطي

ملحوظة: هذه الأوسمة «بالسيوف» للخدمة العسكرية و «بلا سيوف» للمدنيين.

### الصليب «لمزايا التقوى» للمحترفين نيشان الاستحقاق المالطي
عندما يُمنح لرجال الدين، يكون له نفس الصليب الذي يُمنح للمدنيين والعسكريين. ومع ذلك، فإن هذا الشريط أسود متقاطع مع خطين أحمر رفيع ويتكون من درجتين فقط:
- الصليب الكبير «للمزايا التقية» نيشان الاستحقاق المالطي،
- عبور «احتراف الجدارة» للمحترفين نيشان الاستحقاق المالطي.

### الميدالية الاحترافية نيشان الاستحقاق المالطي
تتكون هذه الفئة من ثلاث درجات: الذهبية والفضية والبرونزية.

### شرائط
لا يوجد سوى ثلاثة أنواع مختلفة من الشرائط لكل من الميدالية والصلبان.
| صليب الاستحقاق الكنسي           | صليب الاستحقاق المدني             | صليب الاستحقاق العسكري        |
| ------------------------------- | --------------------------------- | ----------------------------- |
|                                 |                                   |                               |
| شريط                            |                                   |                               |
| الشريط الأسود بخطوط حمراء رفيعة | الشريط الأبيض مع خطوط حمراء كبيرة | شريط احمر مع خطوط بيضاء كبيرة |

## روابط خارجية
- الموقع الرسمي
- منظمة فرسان مالطا العسكرية المستقلة في المملكة المتحدة - أمر مؤيد لمريتو ميليتنسي
- مثالان على شرائط Order pro نيشان الاستحقاق المالطي